# Averil Murphy
Pour les articles homonymes, voir Murphy.
Averil Murphy, née Averil Morris, le 17 décembre 1947, est une joueuse  de squash représentant l'Angleterre. Elle est championne d'Europe par équipes en 1979.

## Biographie
Elle fait partie de l'équipe d'Angleterre championne d'Europe en 1979 avec Lesley Moore et Teresa Lawes. Elle dispute les championnats du monde 1979 s'inclinant au 2e tour face à Jayne Ashton.

## Palmarès

### Titres
- Championnats d'Europe par équipes : 1979